# Villareggia
Villareggia is een gemeente in de Italiaanse provincie Turijn (regio Piëmont) en telt 981 inwoners (31-12-2004). De oppervlakte bedraagt 11,1 km², de bevolkingsdichtheid is 88 inwoners per km².

## Demografie
Villareggia telt ongeveer 446 huishoudens. Het aantal inwoners daalde in de periode 1991-2001 met 3,0% volgens cijfers uit de tienjaarlijkse volkstellingen van ISTAT.
| Jaar | Inwoneraantal |
| ---- | ------------- |
| 1991 | 993           |
| 2001 | 963           |

## Geografie
Villareggia grenst aan de volgende gemeenten: Vische, Moncrivello (VC), Mazzè, Cigliano (VC).
1. ↑  https://demo.istat.it/?l=it.